# 按F表示敬意

《使命召唤：高级战争》中原始葬禮場景的遊戲截圖，中央下方的字句正是「按F表示敬意」的系統提示

「按F表示敬意」（英語：Press F to Pay Respects）或Xbox版本的「按表示敬意」（Hold X to Pay Respects）是一源自動視暴雪旗下決勝時刻系列於2014年發行的第一人称射击游戏《使命召唤：高级战争》的網路迷因。在該作中，該指示出現在葬禮期間觸發的一次快速反应事件（QTE），但其強制交互元素卻被玩家和評論家們廣泛嘲笑，認為在這莊嚴的場景中突然插入QTE並不恰當。「按F表示敬意」這句話後來成為了一個著名的網路迷因，通常用作對逝去的偉人或不再使用的事物表達簡短的哀思。

## 起源
在2014年的第一人称射击游戏《使命召唤：高级战争》中，「按F表示敬意」（或Xbox版本的「按表示敬意」及PlayStation版本「按表示敬意」）是可遊玩片段內一快速反应事件的動作提示，要求玩家按下指定按鈕以觸發玩家角色——美國海軍陸戰隊上等兵傑克遜·「傑克」·米切爾（Jackson "Jack" Mitchell）在隨後的葬禮上向其死去的二等兵戰友威廉·「威爾」·艾恩斯（William "Will" Irons）致敬的敬禮動作。

## 反應
在《高级战争》於2014年11月發行後，許多玩家和評論家都對過場動畫裡的強制互動元素譏諷不已，並抨擊其在追思會中顯得極其尷尬且格格不入。除此之外，該機制被認為既武斷又不必要，同時也不符合遊戲的葬禮場景本身打算傳達的悲痛基調。美國晚間秀主持人柯南·奥布莱恩在其節目《康納秀》的《遊戲蠢玩家》（Clueless Gamer）環節中試玩Xbox版《高级战争》時，就半開玩笑地「批評」該作的大部分遊戲玩法，尤其是「按X表示敬意」的場景，表示：「按X表示敬意？這什麼意思？太誇張了吧？那麼有『我來這裡是因為可能會遇見某個我不關心的人』的按鈕嗎？[…] 這真的是一個令我痛哭流涕的場景耶……」。另一方面，《Paste》的凱特琳·克羅斯（Katherine Cross）則形容以QTE的形式呈現喪事過程是一件很有趣的事，有成為病毒式迷因的潛質。

## 傳播
從此之後，這句短語就與其出處脫節，並有時以一種由衷而非諷刺的方式使用。在《高级战争》發布數年後，網民開始在Twitch和YouTube等網站的聊天室中輸入「F」來對任何互聯網上不幸的消息做出反應，以表達哀悼或悲痛，而實況主和其他人亦會以「在聊天室打『F』」（F in the chat）來指代此事。其中一個「在聊天室打『F』」的著名例子是在紀念傑克遜維爾碼頭槍擊案的直播中，某些觀眾在一系列活動進行時便在聊天室中輸入「F」，以對在事故中喪生的兩位職業電競選手「Trueboy」伊利亞·克萊頓（Elijah Clayton）和「SpotMePlzzz」泰勒·羅伯森（Taylor Robertson）致敬。

## 評價
《PC Gamer》的摩根·帕克（Mongan Park）回首過去後，認為「按F表示敬意」是決勝時刻系列最偉大的遺產。Game Revolution的維托·布拉茲（Vitor Braz）形容它是有史以來最受歡迎的電子遊戲迷因之一。Kotaku的塞西莉亞·達納斯塔西奧稱「按F表示敬意」是標誌性的迷因，並進一步表示：「並不是因為它『特別愚蠢』，而是其滑稽地顯示出『悲傷』和『輕佻』間的界線竟如此的模糊」。Screen Rant的凱·辛克爾（Ky Shinkle）則將「按F表示敬意」描述為一永不過時的電玩迷因，同時表示當遊戲玩家遇到不幸的新聞或狀況時，「F」通常便會出現。

## 延伸閱讀
- Vestal, Andrew. . Gamasutra. 2014-11-05  [2022-12-11]. （原始内容存档于2022-04-18）.
- Hall, Charlie. . Polygon. 2014-11-04  [2022-12-11]. （原始内容存档于2023-02-07）.
- Lawver, Brian. . Inverse. 2021-02-08  [2022-12-11]. （原始内容存档于2022-09-22）.
- Tang, Dennis. . GQ. 2014-11-03  [2022-12-11]. （原始内容存档于2022-11-30）.
- Priestman, Chris. . Kill Screen. 2014-11-06  [2022-12-11]. （原始内容存档于2022-12-05）.
- Fahey, Mike. . Kotaku. 2014-11-03  [2022-12-11]. （原始内容存档于2023-02-03）.

## 外部連結
- 按F表示敬意在Know Your Meme上的條目